# Castore (astronomia)
Castore (α Gem / α Geminorum / Alfa Geminorum) è un sistema stellare visibile nella costellazione dei Gemelli. Avendo magnitudine compresa tra +1,58 e +1,59 è la seconda stella più brillante della costellazione, dopo Polluce, nonché la ventitreesima stella più luminosa del cielo notturno. Si trova a una distanza di circa 49 anni luce dalla Terra.
Castore è un sistema formato da sei componenti, disposte in tre differenti coppie. Le prime due coppie, Castore A e Castore B, sono due binarie spettroscopiche; in ciascuna coppia, le primarie sono stelle bianche di sequenza principale, separate fra loro da 5,5 secondi d'arco; le due secondarie invece non sono state ancora ben tipizzate, ma potrebbero essere delle nane rosse. La terza coppia, Castore C o YY Geminorum, è formata da due nane rosse ed è separata dalle prime due da circa 70 secondi d'arco.
La stella dà il nome all'Associazione di Castore, un'associazione stellare che conta una sessantina di membri accertati, fra cui Vega e Fomalhaut, aventi una probabile origine comune.
I nomi delle due stelle più brillanti della costellazione dei Gemelli, nonché il nome della costellazione stessa, derivano dai gemelli della mitologia greca, Castore e Polluce.

## Osservazione
Castore appare come una stella brillante di un colore bianco-azzurro, che può essere osservata da tutte le aree abitate della Terra, sebbene principalmente dall'emisfero boreale. Con una declinazione pari a circa 32°N, appartiene all'emisfero celeste boreale e risulta circumpolare alle latitudini scandinave; alle latitudini medie europee, mediterranee, statunitensi e dell'Asia centrale resta ben visibile per gran parte delle notti dell'anno, in particolare da novembre a maggio. Nell'emisfero nord è visibile anche all'inizio dell'estate meteorologica, grazie alla declinazione boreale della stella, mentre nell'emisfero sud può essere osservata in particolare durante i mesi della tarda estate australe. Risulta comunque invisibile solo a partire dal parallelo 58°S, cioè solo dal continente antartico.
Con una magnitudine di circa 1,6, è la ventitreesima stella più luminosa del cielo notturno e la seconda stella più brillante della costellazione dei Gemelli dopo Polluce (β Geminorum). Le due stelle, coincidenti con le teste dei gemelli che la costellazione intende rappresentare, distano 4° e mezzo. La coppia di stelle risulta particolarmente prominente e, di conseguenza, facilmente riconoscibile. Per la loro individuazione, è possibile prendere come riferimento la costellazione di Orione, anch'essa molto luminosa; congiungendo idealmente Rigel con Betelgeuse e proseguendo oltre di questa, la coppia di stelle molto luminose che si viene ad incontrare è composta proprio da Castore e Polluce. In alternativa, partendo dal Grande Carro, Castore e Polluce vengono a trovarsi sulla prosecuzione della diagonale che congiunge Megrez con Merak.
Nella nomenclatura di Bayer, Castore è indicata come α Geminorum, nonostante Polluce, con una magnitudine pari a +1,15, risulti più luminosa dell'altra. Ciò è insolito rispetto all'uso adottato da Johann Bayer di assegnare la lettera α alla stella più luminosa di una costellazione, la lettera β alla stella che segue in ordine di luminosità e così via. Per spiegare questa discrepanza è stato ipotizzato che una delle due stelle abbia cambiato la propria luminosità negli ultimi secoli. Tuttavia Barrett (2006) contro-argomenta che in primo luogo non si tratterebbe dell'unico caso in cui la sequenza delle lettere non rispetta l'ordine di luminosità. In secondo luogo, Bayer aveva due buoni motivi per non seguire l'ordine consueto: innanzitutto, quando si elencano i due Dioscuri, è uso mettere Castore e non Polluce al primo posto; inoltre, trovandosi Castore a nord-ovest di Polluce, la prima precede la seconda nel suo moto notturno intorno al polo celeste. Barrett ne conclude quindi che non è possibile inferire un cambiamento di luminosità delle due stelle sulla sola base dell'assegnazione delle lettere da parte di Bayer.

## Storia delle osservazioni

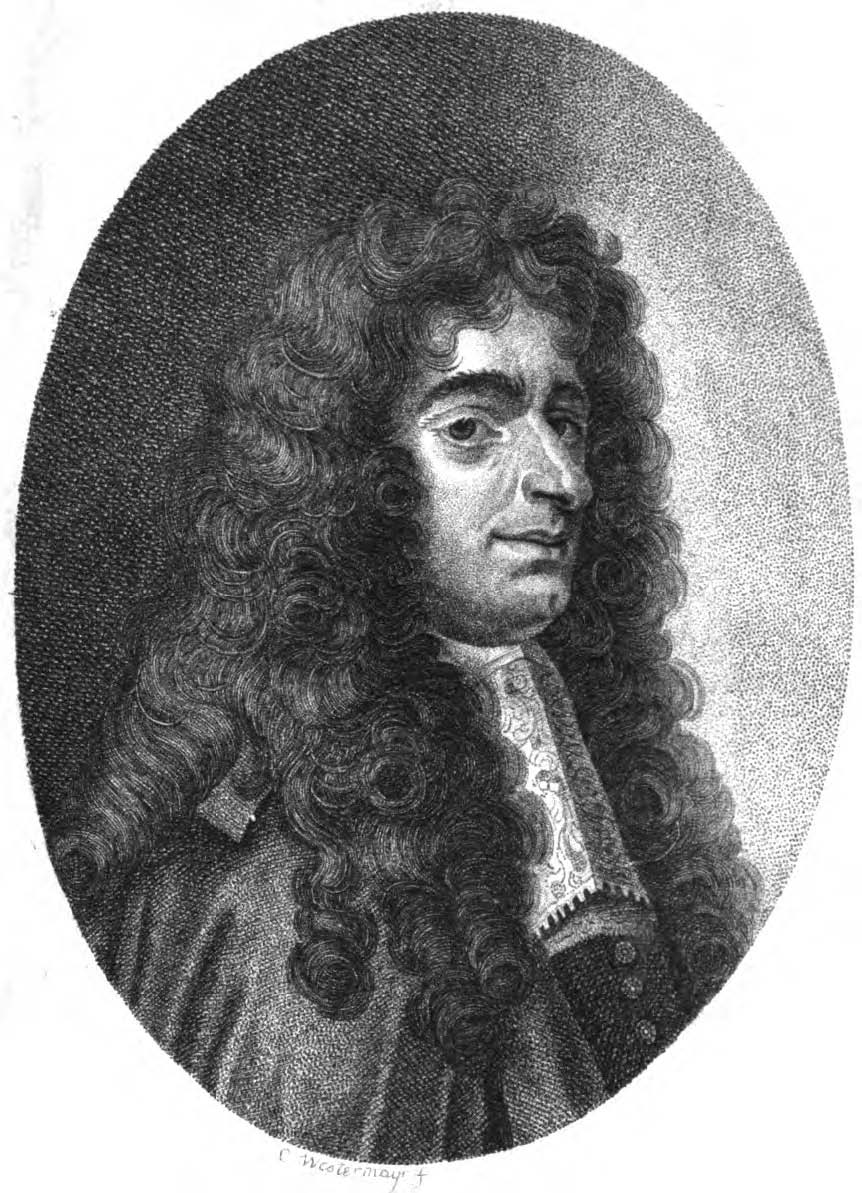
Giovanni Cassini in una litografia ottocentesca

Castore è ben nota sin dall'antichità, data la sua luminosità e il suo brillante colore bianco-azzurro. I pochi riferimenti "scientifici" giuntici da quest'epoca riguardano principalmente i cataloghi stellari compilati dagli astronomi greci e greco-romani (Ipparco e Tolomeo in particolare) e dagli astronomi musulmani nel Medioevo. La stella è presente nel Catalogo delle stelle fisse, scritto dall'astronomo arabo siriano Muḥammad al-Tīzīnī.
La natura di stella doppia di Castore fu scoperta nel 1678 dall'italiano Giovanni Cassini, astronomo presso la corte di Luigi XIV a Parigi e confermata nel 1719 dall'astronomo inglese James Bradley e dal suo maestro James Pound. Si trattava di una delle prime stelle doppie ad essere riconosciuta. Quarant'anni dopo questa scoperta, Bradley notò che la linea di congiunzione dei due corpi aveva cambiato direzione, con un angolo di circa 30°, non intuendo che ciò fosse dovuto alla loro mutua interazione gravitazionale. Fu soltanto nel 1803 che Sir William Herschel, già scopritore del pianeta Urano, dopo 25 anni di osservazione di sei stelle doppie (tra cui Castore), arrivò ad affermare che «le due stelle formano un unico sistema, secondo le leggi dell'attrazione». Si trattava della prima conferma empirica che le leggi della gravitazione universale di Newton valessero anche al di fuori del sistema solare.
Nel 1896 Aristarch Belopol'skij, presso l'osservatorio di Pulkovo, scoprì che Castore B era una binaria spettroscopica con un periodo di 2,9 giorni, mentre nel 1904 Heber Doust Curtis, che lavorava presso l'osservatorio Lick, scoprì la natura binaria di Castore A e il suo periodo di 9,2 giorni. Infine, Alfred Harrison Joy e Roscoe Frank Sanford negli anni '10 del XX secolo scoprirono che Castore C aveva lo stesso moto proprio e la stessa parallasse delle altre due componenti e che quindi era anch'essa una componente del sistema; inoltre nel 1916 essi scoprirono che era anch'essa una binaria spettroscopica, mentre Henry Norris Russell scoprì che la massa dell'intero sistema era circa 6,5 volte quella del Sole.

## Ambiente galattico e distanze

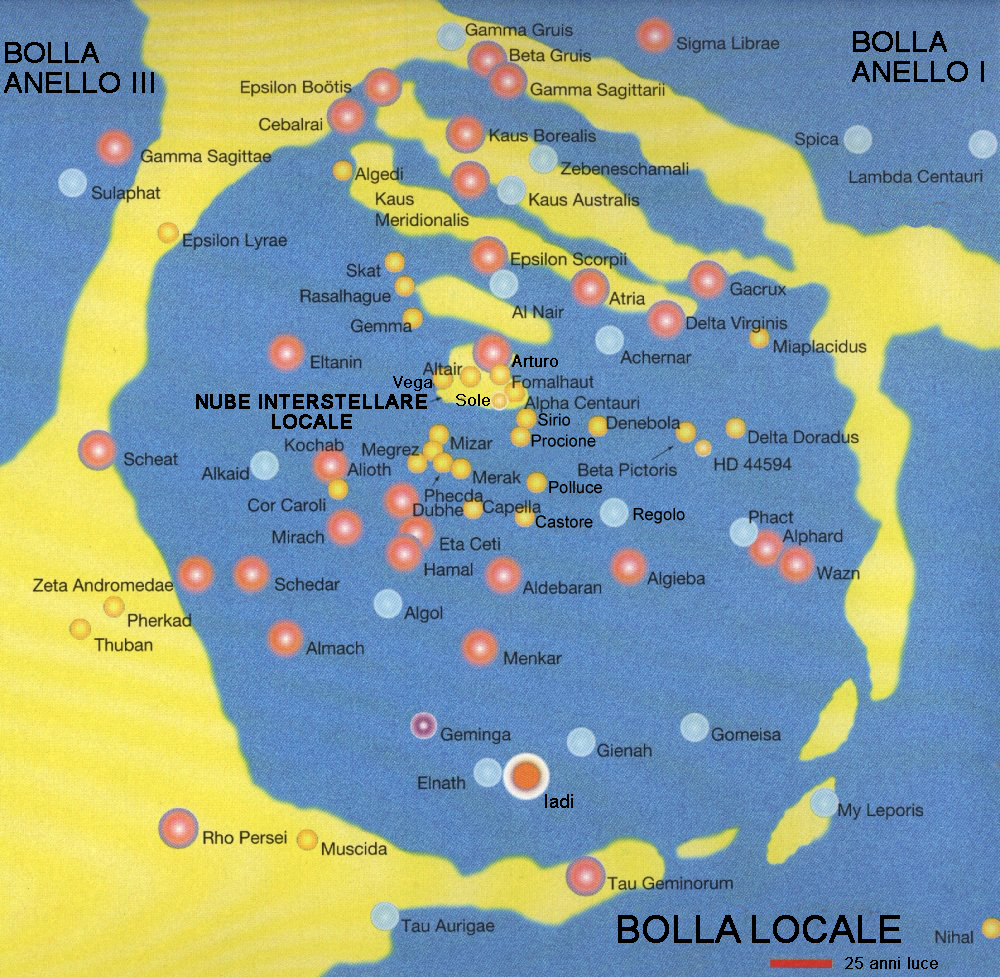
La struttura della Bolla Locale. Si apprezza la posizione di Castore, del Sole e di altre stelle. L'immagine è orientata in modo che le stelle più vicine al centro galattico si trovino nella parte alta della stessa.

La nuova riduzione dei dati astrometrici del telescopio spaziale Hipparcos risalente al 2007 ha portato a un nuovo calcolo della parallasse di Castore, che è risultata essere 64,12 ± 3,75 mas. Si tratta di un margine di incertezza molto alto. Il catalogo di Gaia non riporta la parallasse delle stelle brillanti come Castore AB, ma riporta quella della componente C del sistema di Castore, che è una stella debole di nona magnitudine. Il valore riportato da Gaia per questa componente è 66,350 ± 0,036 mas, in cui il margine di errore è molto più basso. Pertanto, assumendo un tale valore, la distanza di Castore dalla Terra è pari a 1/0,06635 pc, ossia 15,071 pc, equivalenti a 49,15 anni luce. Castore è quindi una stella relativamente a noi vicina, che condivide lo stesso ambiente galattico del Sole; In particolare, si trova come il Sole all'interno della Bolla Locale, una "cavità" del mezzo interstellare presente nel Braccio di Orione, uno dei bracci galattici della Via Lattea. Le coordinate galattiche di Castore sono 187,44° e 22,47°. Una longitudine galattica di circa 187° significa che la linea ideale che congiunge il Sole e Castore, se proiettata sul piano galattico, forma con la linea ideale che congiunge il Sole con il centro galattico un angolo di circa 187°. Di conseguenza, preso il Sole come punto di riferimento, il centro galattico e Castore si trovano in direzioni quasi opposte. Pertanto, Castore è leggermente più lontana dal centro galattico di quanto non sia il Sole. Una latitudine galattica di poco più di 22° significa che Castore si trova poco più a nord rispetto al piano su cui sono posti il Sole e il centro galattico.
La stella più vicina a Castore è GJ 1096, una nana rossa di classe spettrale M4 e magnitudine apparente 14,4, distante 5,2 anni luce da Castore. Per trovare una stella più luminosa del Sole, bisogna allontanarsi 8 anni luce da Castore, ove si trova ρ Geminorum, una stella di classe F0V, avente magnitudine apparente 4,16. A 11 anni luce, invece si trova 37 Geminorum, una stella di classe spettrale G0. Pur apparendo relativamente vicine nel cielo, Castore e Polluce non hanno alcun legame fisico: le due stelle infatti sono visibili nella stessa direzione del cielo, ma Castore dista 17 anni luce in più di Polluce e, pur essendo intrinsecamente più luminosa, appare meno brillante vista dalla Terra.

### L'associazione di Castore
Il sistema di Castore fa parte dell'associazione stellare che prende il suo nome, l'associazione di Castore, composta da stelle relativamente vicine al Sole, che condividono lo stesso movimento rispetto al sistema di riposo locale. Questa associazione, scoperta nel 1990, comprende almeno una sessantina di membri fra cui, oltre a Castore, Fomalhaut, Vega, Alderamin (α Cephei) e Zubenelgenubi (α Librae). L'apice dell'associazione, cioè l'intersezione fra la direzione del suo vettore velocità e la sfera celeste è RA = 5h 17m 19s D = -15,06° o RA = 5h 18m 12s, D = -17,39°, corrispondente a un punto della costellazione della Lepre. La velocità rispetto al sistema di riposo locale è 20,3 km/s. L'associazione di Castore occupa una zona della galassia che si sovrappone in parte a quella occupata dall'associazione dell'Orsa Maggiore, ma le due associazioni hanno vettori di velocità diversi, è probabile che si siano originate in due regioni diverse della galassia e divergeranno in futuro. È probabile che le stelle dell'associazione di Castore abbiano una origine comune e che quindi siano nate tutte più o meno nello stesso periodo di tempo. Basandosi sulle tracce evolutive delle varie stelle appartenenti all'associazione e su altri dati, come l'abbondanza di litio, l'età dell'associazione è stata stimata in 200 ± 100 milioni di anni. È quindi presumibile che l'età di Castore si avvicini a questi valori. In effetti, Torres e colleghi (2022), sulla base della massa, del raggio, della metallicità e della luminosità nelle diverse bande della componente Aa del sistema di Castore, deducono una età di 290 milioni di anni.

### Il cielo visto da Castore

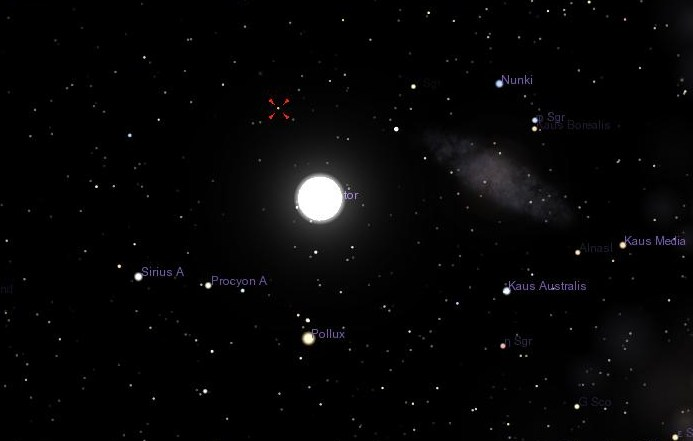
Il Sole visto da Castore, in una simulazione di Celestia, apparirebbe nella costellazione del Sagittario come una debole stellina di 6ª magnitudine, non lontano da Sirio, Procione e Polluce.

La stella più brillante vista da un ipotetico osservatore nei pressi del sistema sarebbe Capella, che a 25 anni luce di distanza avrebbe una magnitudine superiore a −2, seguita da Canopo che avrebbe magnitudine −0,61. La terza stella in ordine di luminosità sarebbe Polluce, che avrebbe magnitudine −0,28, e sarebbe seguita da ρ Geminorum, una stella tripla che avrebbe una magnitudine complessiva di −0,16 ed è il sistema stellare più vicino a Castore, trovandosi a 6,8 anni luce di distanza. Un'altra stella tripla, δ Geminorum, sarebbe molto più brillante che vista dalla Terra, poiché trovandosi a soli 14 anni luce da Castore brillerebbe di magnitudine 0,31. Molto più debole sarebbe invece Sirio, che essendo lontana 46 anni luce da Castore avrebbe una magnitudine di 2,2.
Il Sole invece apparirebbe come una stella di poco inferiore alla sesta magnitudine, appena visibile a occhio nudo, nella costellazione del Sagittario.

## Il sistema stellare
|  |  |  |  |  |  |                   |  |                         |  |                          |  | Aa |
|  |  |  |  |  |  |                   |  |                         |  |                          |  |    |
|  |  |  |  |  |  |                   |  |                         |  | Periodo = 9.212 g        |  |    |
|  |  |  |  |  |  |                   |  |                         |  |                          |  |    |
|  |  |  |  |  |  |                   |  |                         |  |                          |  | Ab |
|  |  |  |  |  |  |                   |  |                         |  |                          |  |    |
|  |  |  |  |  |  |                   |  |                         |  | Separazione = 5,5 arcsec |  |    |
|  |  |  |  |  |  |                   |  |                         |  |                          |  |    |
|  |  |  |  |  |  |                   |  |                         |  |                          |  | Ba |
|  |  |  |  |  |  |                   |  |                         |  |                          |  |    |
|  |  |  |  |  |  |                   |  |                         |  | Periodo = 2,928 g        |  |    |
|  |  |  |  |  |  |                   |  |                         |  |                          |  |    |
|  |  |  |  |  |  |                   |  |                         |  |                          |  | Bb |
|  |  |  |  |  |  |                   |  |                         |  |                          |  |    |
|  |  |  |  |  |  |                   |  | Separazione = 71 arcsec |  |                          |  |    |
|  |  |  |  |  |  |                   |  | Ca                      |  |                          |  |    |
|  |  |  |  |  |  |                   |  |                         |  |                          |  |    |
|  |  |  |  |  |  | Periodo = 0,814 g |  |                         |  |                          |  |    |
|  |  |  |  |  |  |                   |  |                         |  |                          |  |    |
|  |  |  |  |  |  |                   |  | Cb                      |  |                          |  |    |
|  |  |  |  |  |  |                   |  |                         |  |                          |  |    |

Gerarchia delle orbite del sistema di Castore

### Il sistema AB
La coppia AB non ha ancora terminato di compiere una intera rivoluzione da quando sono state compiute le prime osservazioni astrometriche. La separazione della coppia nel 2022 era di circa 5,5'' ed era in aumento. La separazione massima di 7,35'' si verificherà nel 2085, mentre nel 1985 era di soli 2,61''. Per calcolare i parametri dell'orbita, Torres e colleghi (2022) si sono basati su osservazioni interferometriche compiute presso il Chara Array dell'osservatorio di Monte Wilson e su misurazioni spettroscopiche compiute dallo strumento TRES gestito dallo Smithsonian Astrophysical Observatory e dell'università dell'Arizona. Essi hanno calcolato un periodo orbitale di 459 ± 2,3 anni, una eccentricità orbitale di 0,338, una inclinazione orbitale di 115,1° e un argomento del pericentro della componente B di 251,8°. Il semiasse maggiore dell'orbita è di 6,722''. Alla distanza calcolata da Gaia, ciò significa che la distanza media fra le due componenti è di 101 UA (poco più di 15 miliardi di km), ma l'eccentricità orbitale le porta ad avvicinarsi fino a 71 UA all'apoastro e ad allontanarsi fino a 138 UA all'afastro. Le leggi di Keplero permettono di calcolare la massa combinata delle due componenti, che ammonta a 4,9 M☉.

#### Castore A
Castore A ha classe spettrale A1V e una magnitudine apparente di 1,93; la sua luminosità è di 33 L☉. Si tratta in realtà di una binaria spettroscopica, le cui due componenti sono state chiamate Castore Aa e Castore Ab. Esse sono state risolte per la prima volta da un interferometro nel 2022. Distano mediamente 18 milioni di km e orbitano l'una intorno all'altra con un periodo di 9,212 giorni; l'eccentricità orbitale è 0,487.
Castore Aa dovrebbe essere una stella bianca di sequenza principale di classe A1. Cayrel de Strobel et al. (1992) stimano una temperatura superficiale di 10 286 K, mentre Torres & Ribas (2002) riportano un valore di 9420 ± 100 K, basato sugli indici di colore della stella. Cayrel de Strobel et al. (1992) riportano una metallicità di poco superiore a quella solare. Dai parametri orbitali, Torres e colleghi (2022) deducono una massa di 2,37 M☉. Le loro osservazioni interferometriche hanno inoltre portato a una stima del raggio, che è risultato essere circa due volte quello del Sole. Infine, Cayrel de Strobel et al. (1992) stimano una gravità superficiale in 4,0 logg.
Castore Ab è una stella nana, di classe incerta. Essa ha tuttavia una massa di 0,39 M☉ e pertanto dovrebbe appartenere alle prime sottoclassi della classe spettrale M.

#### Castore B
Castore B è una stella di classe spettrale A2Vm o, più probabilmente, A5Vm e magnitudine apparente 2,97; la sua luminosità ammonta a 11 L☉. Essa è un sistema binario le cui componenti sono state chiamate Castore Ba e Castore Bb. La coppia è stata per la prima volta risolta da un interferometro da Torres e colleghi (2022). Le due stelle sono distanti solo 8 milioni di km e orbitano l'una intorno all'altra con un periodo di 2,928 giorni in un'orbita quasi circolare (e = 0,01). Castore Ba è una stella di classe A5Vm. Cayrel de Strobel et al. (1992) calcolano una temperatura superficiale di 8842 K, mentre Torres & Ribas (2002), basandosi sugli indici di colore, riportano un valore di 8240 ± 150 K. Torres e colleghi (2022), in base ai parametri orbitali della coppia, valutano una massa di 2,17 M☉. Misure interferometriche portano a stimare un raggio pari a 1,64 R☉. Infine, Cayrel de Strobel et al. (1992) riportano una gravità superficiale di logg = 4,25.
La lettera m che segue la classe spettrale indica che si tratta di una stella a linee metalliche: tali stelle mostrano forti linee di assorbimento, spesso variabili, di alcuni metalli quali lo zinco, lo stronzio, lo zirconio e il bario, mostrando invece carenze di altri elementi, come il calcio e lo scandio. Queste anomalie si presentano quando alcuni elementi, che assorbono più radiazione, vengono spinti verso la superficie, mentre altri affondano a causa della forza di gravità verso le parti interne dell'astro. Tale effetto avviene solamente se la stella ha una bassa velocità di rotazione. Normalmente, le stelle di tipo A ruotano su se stesse piuttosto velocemente, ma di solito le stelle Am non lo fanno in quanto sono membri di un sistema binario in cui la rotazione stellare è stata rallentata dalle forze mareali causate dalla compagna.

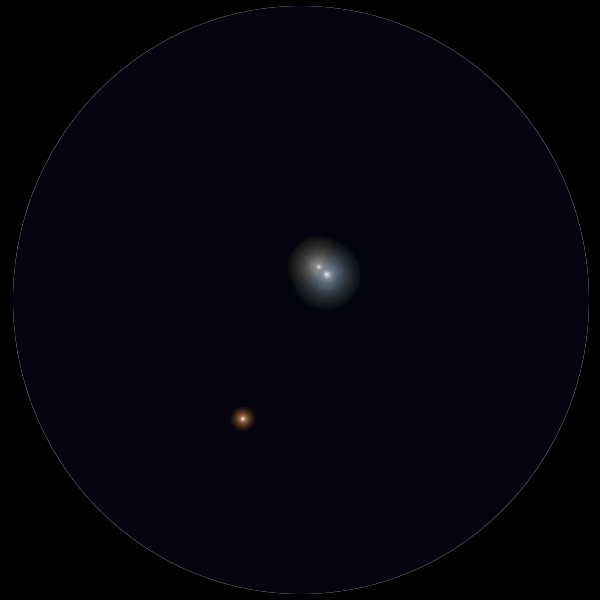
Castore come appare visto da un telescopio amatoriale di media potenza (Ø ca 200 mm). La stella rossa non lontano dalla coppia A-B, SAO 60199 di magn. 8,1, non ha legami col sistema.

Castore Bb è una stella nana di classe incerta. Tuttavia, avendo una massa di 0,39 M☉, molto simile a quella di Castore Ab, dovrebbe anche essa appartenere alla prime sottoclassi della classe M.
Castore è stata intensamente studiata ai raggi X negli anni 1984-2000 mediante l'ausilio dei telescopi spaziali EXOSAT, ASCA, ROSAT, XMM-Newton e Chandra. Le osservazioni hanno rivelato, che sebbene la coppia AB sia meno luminosa ai raggi X della componente C di quattro volte, anch'essa emette in questa lunghezza d'onda sia radiazione quiescente, sia flare. C'è dibattito fra gli studiosi circa l'interpretazione da dare a questa emissione: infatti le stelle di classe spettrale A presentano una superficie radiativa e quindi non dovrebbero originare raggi X in corone tipiche delle stelle di classe M-G, che possiedono invece superfici convettive; d'altra parte le stelle di classe A non presentano neppure i potenti venti stellari delle stelle di tipo B e O, dove si originano raggi X in seguito a collisioni fra i gas scagliati ad alte velocità. Ci si aspetterebbe quindi di non osservare emissioni di raggi X in queste stelle. Pallavicini et al. (1990) hanno per primi avanzato l'ipotesi che la radiazione X proveniente dalla coppia AB si origini nelle compagne non visibili, Castore Ab e Castore Bb. Come tutte le giovani stelle di tipo M, esse emetterebbero raggi X originati in corone e brillamenti. Schmitt et al. (1994) hanno messo in dubbio questa ipotesi. In primo luogo, essi affermano che i raggi X proverrebbero solo da Castore A e non da Castore B. In secondo luogo, essi ritengono improbabile che l'emissione di raggi X sia originata da Castore Ab. Tuttavia questi risultati sono stati smentiti in studi successivi: M. Güdel et al. (2001) hanno rilevato la presenza di raggi X emessi sia da Castore A che da Castore B; Stelzer e Burwitz (2003) hanno confermato questo risultato e, analizzando il flusso e i flare dei raggi X, hanno evidenziato che esso è quello tipico emesso dalle stelle di tipo M, confortando in tal modo l'ipotesi che si originino in Castore Ab e Castore Bb.

### Castore C (YY Geminorum)
Castore C (chiamata anche YY Geminorum) è una stella di classe spettrale dM1e o M0.5VeFe, ove la lettera d indica che si tratta di una stella nana e la lettera e che lo spettro è caratterizzato da prominenti linee di emissione. La sua magnitudine apparente in luce visibile è 9,27. Nel 2013 essa distava a poco più di 70'' dalla coppia AB con la quale condivide la stessa parallasse e lo stesso moto proprio. La distanza angolare fra le componenti AB e C sta diminuendo lentamente. Castore C dista dalla coppia AB almeno 1000 UA (150 miliardi di km circa) e compie un'orbita intorno ai quattro astri centrali in almeno 14 500 anni. Tuttavia Anosova & Orlov (1991) stimano che l'orbita di Castore C abbia il 40% di probabilità di essere ellittica e il 60% di essere iperbolica. Nel caso l'orbita si dovesse rivelare iperbolica, Castore C sarebbe solo temporaneamente legata al sistema AB e si allontanerà da esso nelle prossime migliaia di anni.
Castore C è una binaria sia spettroscopica sia ad eclisse, cioè le due stelle si eclissano a vicenda durante il loro moto orbitale. Nei momenti in cui le due componenti si eclissano, si riscontra una variazione di luminosità fino a 0,7 magnitudini. Ciò permette di studiare con precisione l'orbita delle due componenti di YY Gem e di ricavarne con margini di incertezza bassi i loro parametri principali. Poiché si conoscono poche altre coppie di nane rosse per le quali siano ricavabili con così precisione le caratteristiche, YY Gem costituisce un astro molto importante per lo studio di questa classe di stelle di piccola massa.

La curva di luce nel visibile di YY Gem. I decrementi di luminosità corrispondono ai momenti in cui una componente oscura l'altra.

Torres & Ribas (2002) rappresenta il più approfondito studio dei parametri orbitali e delle caratteristiche fondamentali delle due stelle del sistema. Esso si basa su misurazioni spettroscopiche effettuate dagli autori presso lo Harvard-Smithsonian Center for Astrophysics nonché sulle misurazioni fotometriche compiute da Kron (1952) e da Leung & Schneider (1978). L'orbita delle due stelle è quasi circolare (e = 0,003) e inclinata di 86,29° ± 0,10° rispetto al piano tangente alla volta celeste; essa è cioè vista quasi di taglio e ciò spiega perché le due componenti, viste dalla Terra, si eclissano a vicenda. Il periodo orbitale è di 0,81428 giorni, corrispondenti a circa 19,54 ore. Un periodo così breve indica che le due componenti sono molto vicine fra loro: 2,7 milioni di km. Le due componenti, entrambe di classe M1Ve, presentano delle semiampiezze della variazione della loro velocità radiale molto vicine (121,18 ± 0,42 km/s e 120,51 ± 0,42 km/s), il che permette di inferire che hanno masse molto simili (MCa/MCb = 1,0056 ± 0,0050). Torres & Ribas (2002) deducono una massa di 0,5975 ± 0,0047 M☉ per la componente Cb e una massa di 0,6009 ± 0,0047 M☉ per la componente Ca. Kochukhov & Shulyak (2019) hanno corretto di poco questi valori in 0,60597 ± 0,00058 M☉ e 0,60633 ± 0,00061 M☉. I due astri hanno di conseguenza luminosità molto simili, la cui media è 0,0733 ± 0,0015 L☉ e temperature superficiali uguali di 3820 K. I raggi delle due stelle hanno anch'essi valori molto vicini e la loro media è 0,6191 ± 0,0057 R☉. Dalla massa e dal raggio si può dedurre una densità media di 3,56 ± 0,10 g/cm³ e una gravità di superficie di 4,63 logg. Inoltre, Torres & Ribas (2002) deducono un valore di {\displaystyle v_{e}\cdot sini} di 37 ± 2 km/s. Assumendo che gli assi di rotazione delle due stelle siano perpendicolari al piano orbitale, questo valore dovrebbe essere molto vicino alla velocità di rotazione effettiva. Le loro caratteristiche fisiche portano a pensare che le stelle della coppia stiano terminano la fase di contrazione e che stiano entrando nella sequenza principale. Per stelle di questa massa, ciò avviene dopo circa 300 milioni di anni dalla loro formazione, in buon accordo con l'età attribuita a Castore AB.
Piccole variazioni dell'orbita delle due componenti hanno portato a ipotizzare la presenza di una nana bruna avente una massa di almeno 50 MJ che orbita intorno alla coppia centrale con un periodo di 54 anni.
Le due stelle di YY Gem hanno una profonda zona convettiva, che si estende per almeno il 30% del loro raggio, e questo le rende molto attive; come diverse nane rosse relativamente giovani sono stelle a brillamento. È stata rilevata la presenza in entrambe le componenti di estese macchie stellari presenti a basse e medie latitudini e particolarmente concentrate, secondo alcuni studi, intorno alla latitudine 45°, intorno alla latitudine 30º secondo altri. La temperatura delle macchie si presenta essere 650 ± 300 K inferiore rispetto a quella delle altre zone della fotosfera delle due stelle. Ruotando su se stesse, le stelle mostrano periodicamente le macchie, producendo delle variazioni di luminosità. Per questo, YY Gem è stata classificata come stella variabile di classe BY Draconis.
Come tutte le nane rosse attive, le due componenti di Castore C possiedono un intenso campo magnetico. Esso è in particolare più intenso nella primaria (260 G) che nella secondaria (205 G). Si tratta di campi magnetici centinaia di volte più intensi di quello solare, derivanti dal fatto che la zona convettiva si estende molto più in profondità rispetto a quella del Sole. Le corone e i brillamenti che caratterizzano le due componenti di YY Gem sono connesse a tali campi magnetici e sono rivelabili tramite i raggi X che esse emettono. Le osservazioni effettuate mediante il telescopio spaziale XMM-Newton hanno suggerito che le corone si estendono per circa 1-4 milioni di km sopra la superficie delle stelle e hanno temperature comprese fra 2 e 15 milioni di K, sebbene durante i brillamenti si possano raggiungere i 40 milioni di K. In ogni caso sembra che le componenti più cospicue della corona abbiamo temperature comprese fra 2 e 4 milioni di K. Esse sono distribuite disomogeneamente con maggiori concentrazioni intorno alla latitudine 50°, coerentemente con la distribuzione delle macchie. Durante i flare sono stati rilevati nel 2000 anelli di materiale aventi lunghezze dell'ordine di 10 000 km, cioè circa il 5% del raggio delle stelle, che si dipartono dalla superficie. Tuttavia in uno studio successivo compiuto mediante il telescopio spaziale Chandra sono riportati anelli di dimensione molto maggiore che si estendono fino a 1,8 R* sopra la superficie delle due componenti. Questo porta a presumere che ci siano delle interazioni fra le corone delle due stelle.
Il periodo orbitale di YY Gem sta diminuendo al ritmo di circa un secondo ogni millennio. Non è del tutto chiara la ragione di questa diminuzione: essa potrebbe essere causata dalla presenza di una nana bruna, da piccole espulsioni di massa durante i flare o da variazioni nel campo magnetico delle due componenti.

### Prospetto del sistema

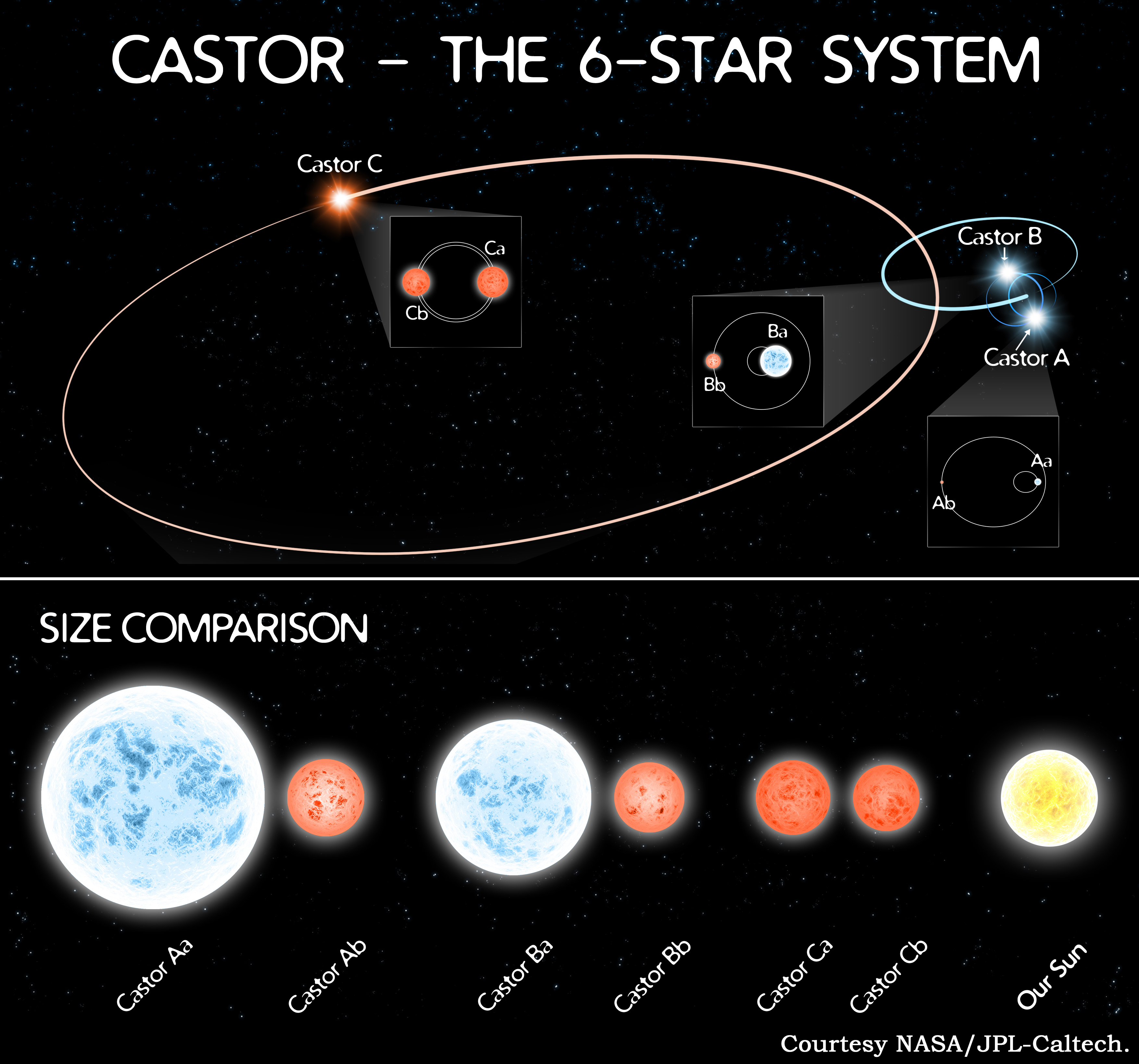
Il sistema di Castore

La tabella sottostante riporta le caratteristiche salienti delle componenti del sistema:
| Parametro      | Componente | Componente | Componente | Componente | Componente | Componente |
| Parametro      | Aa         | Ab         | Ba         | Bb         | Ca         | Cb         |
| -------------- | ---------- | ---------- | ---------- | ---------- | ---------- | ---------- |
| Tipo spettrale | A1 V       | M5 V?      | A5 Vm      | M2 V?      | M1 Ve      | M1 Ve      |
| Massa (M☉)     | 2,37       | 0,39       | 1,79       | 0,39       | 0,60       | 0,60       |
| Raggio (R☉)    | 2,09       | ?          | 1,65       | ?          | 0,62       | 0,62       |

## Nella cultura

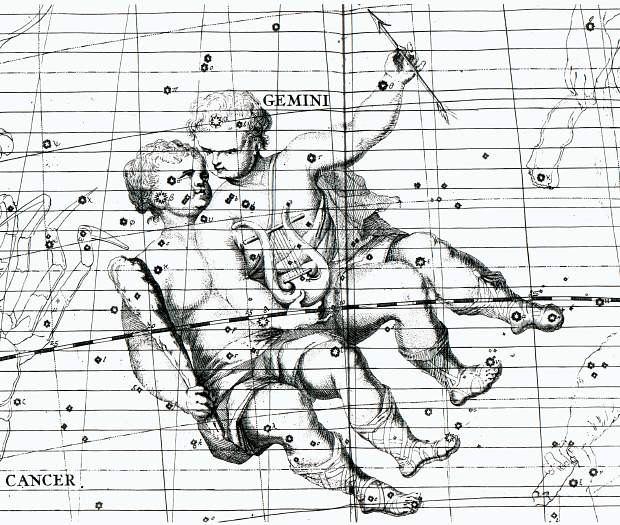
Illustrazione dei Gemelli ad opera di John Flamsteed.

### Etimologia
La stella deriva il suo nome dall'omonimo Dioscuro, esperto nell'arte dell'equitazione, figlio, assieme al gemello Polluce, di Zeus e Leda, regina di Sparta. I due sono fratelli di Elena, in futuro conosciuta come Elena di Troia, e Clitemnestra, poi moglie di Agamennone. Nella rappresentazione tradizionale della costellazione, le stelle Castore e Polluce sono identificate con le teste dei due gemelli. Da questa identificazione deriva anche uno dei nomi arabi di Castore: 
in arabo رأس التوأم المقدم‎?, Rāʾs al-Tawʾām al-Muqaddam, che significa "testa del primo gemello". Tuttavia Castore è stata identificata, all'interno della cultura dell'antica Grecia, anche con il dio Apollo; da questa identificazione derivano una serie di nomi quali Aphellon, Aphellan, Apullum, Aphellar, Avellar, che sono stati utilizzati almeno fino al XVIII secolo, da astronomi come John Flamsteed.
La vicinanza apparente delle due stelle e la loro luminosità ha fatto sì che ricevessero un nome comune in molte culture: in India venivano chiamati Açvini ("i cavalieri") o Mithuna ("il ragazzo e la ragazza"); in persiano دو پَیکار‎, Dō Paykār ("le due figure"), nell'antico Egitto rappresentavano due divinità collegate, Horus il giovane e Horus il vecchio, mentre in Assiria venivano chiamati Mas-mas ("i gemelli"). Presso i Babilonesi le due stelle erano chiamate Mas-tab-ga-gal-gal ("i grandi gemelli") e Castore Mash-mashu-Mahrū, ossia "l'occidentale dei gemelli" ed era segnalata come undicesima costellazione dell'eclittica. Nel calendario induista, Castore e Polluce indicavano la settima nakshatra, una delle 27 case in cui era divisa l'eclittica, il cui nome era Punarvasu, che significa "i due dèi". Gli Aborigeni australiani Boorong chiamavano le due stelle Wanjel (Castore) e Yurree (Polluce), rispettivamente indicanti le teste di due costellazioni, entrambe create attorno alle stesse due, tanto da ereditarne il nome: Wanjel, una tartaruga lungocollo comune e Yurree, un cuculo dalla coda a ventaglio. L'apparire delle due stelle nel cielo indicava le abitudini stagionali dei due animali nella realtà: Castore e Polluce appaiono nella tarda primavera, ovvero quando gli esemplari di Cacomantis flabelliformis tornano attivi nella caccia, mentre diventano prominenti in estate inoltrata, ovvero quando Chelodina longicollis depone le uova. Nella mitologia aborigena, Wanjel e Yurree sono due cacciatori, che tentano costantemente di predare Purra, la costellazione del canguro.
Nel catalogo stellare Calendarium di Muḥammad al-Akhṣāṣī, detto "al-Muwaqqit", Shaykh della Moschea-Università di al-Azhar del Cairo nel XVII secolo, Castore è chiamata al-Awwal al-ḍiraʿ, che significa "il primo (artiglio) della zampa", poiché la costellazione dei Gemelli veniva rappresentata, dai nomadi del deserto, come un enorme leone (in arabo asad). Nella tradizione araba, la stella era anche conosciuta come Rāʾs al-tawʾām al-muqaddam, letteralmente "la testa del primo gemello". Ciò nonostante, secondo l'astronomo Muḥammad al-Tīzīnī, il primo nome con cui venne chiamata fu al-Awwal al-dhirāʿ, ovvero "primo del braccio", molto simile dunque al nome registrato da al-Muwaqqit.
In cinese l'asterismo composto da Castore, ρ Geminorum, e Polluce veniva chiamato 北 河 (Běi Hé), che significa "Fiume del Nord". Di conseguenza, Castore era conosciuta come 北 河 二 (Běi Hé Er), "la seconda stella del Fiume del Nord".

### Astrologia ed esoterismo

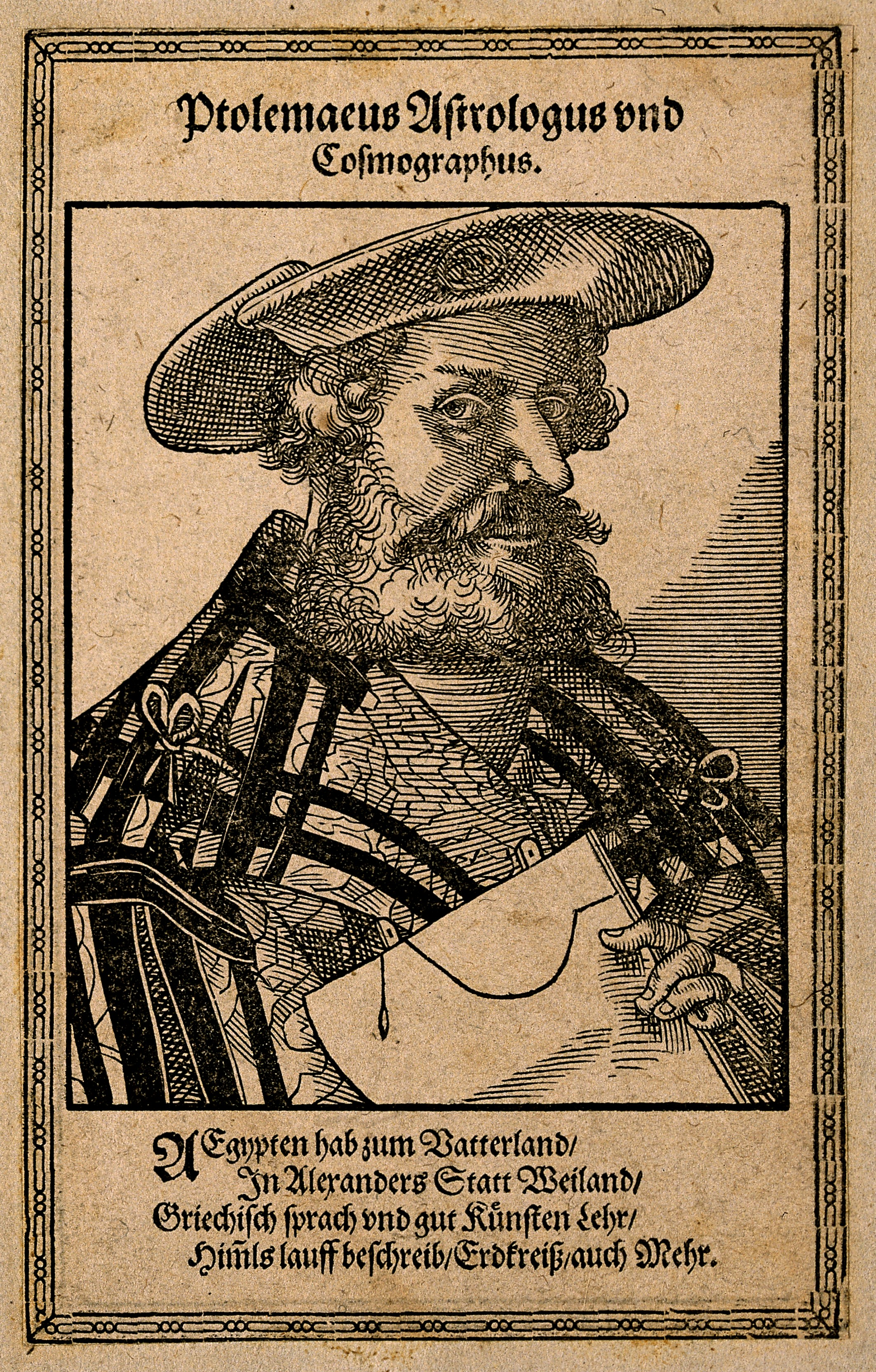
Claudio Tolomeo in una stampa del 1587.

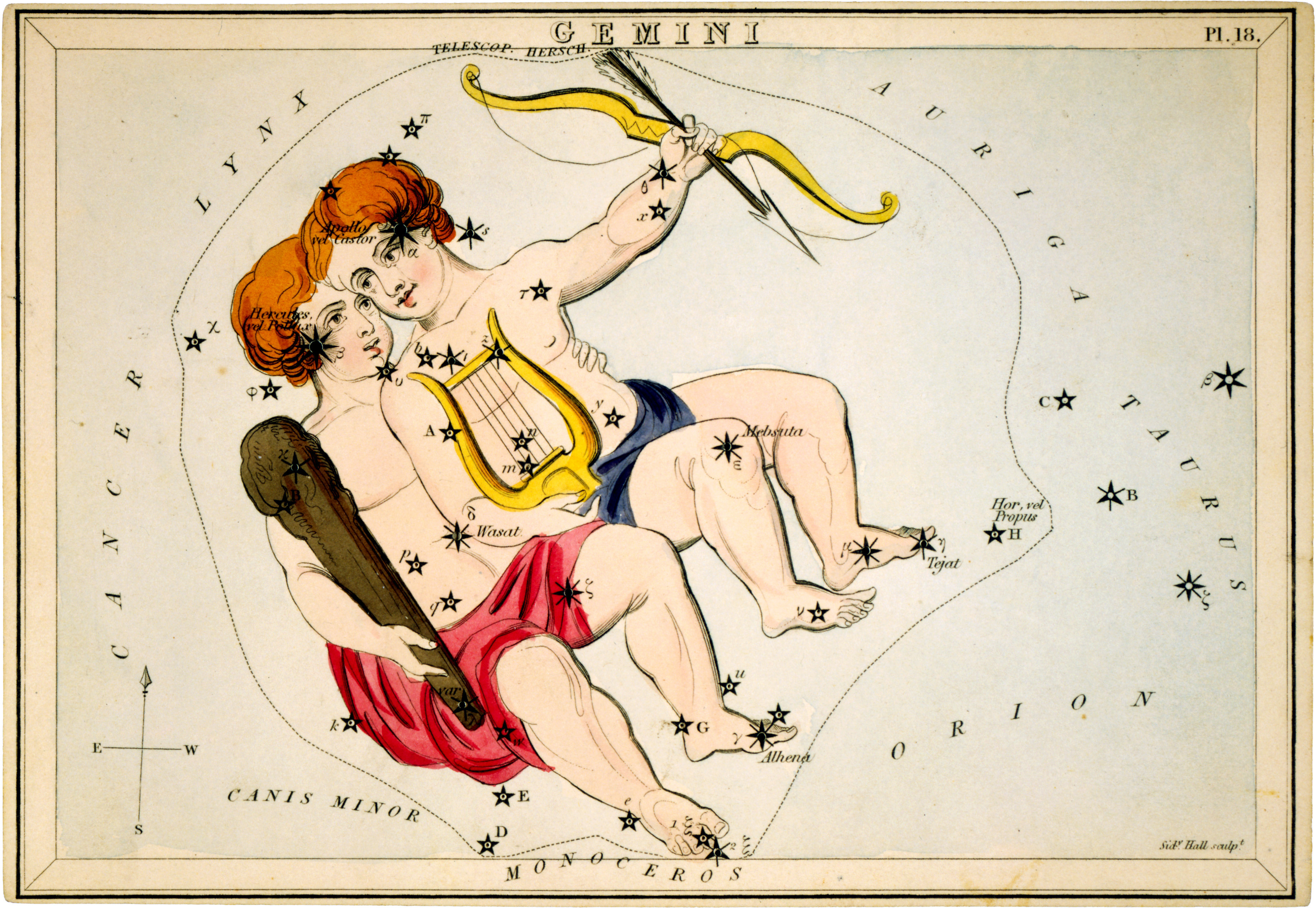
Illustrazione Ottocentesca dei Gemelli ad opera di Sidney Hall. Notare come la stella sia chiamata Apollo vel Castor

In astrologia si crede che doni un intelletto sottile, successo nei viaggi, rapidi successi e fama, che possono essere tuttavia spesso seguiti da disgrazie, perdite e malattie. Stando a Claudio Tolomeo, essa avrebbe la stessa natura e influenza di Mercurio: rappresentando il gemello mortale dei Dioscuri, ma anche quello famoso per la sua abilità nell'equitazione e nel domare i cavalli selvaggi (per questo, sempre secondo Tolomeo, identificata anche con Apollo, che guidava un carro trainato da quattro cavalli alati per far sorgere il Sole), donerebbe un intelletto sottile e distinzione, affetto verso gli animali, voglia di viaggiare; favorirebbe le proprie passioni e garantirebbe fama e onori, ma seguiti da sfortuna e disgrazia, malattia, problemi e afflizione. Coloro che nascono sotto questa stella sarebbero inoltre inclini alla malizia, alla violenza, ai crolli mentali e al disagio nevrotico.
Secondo l'astrologia tradizionale, in base all'astro con cui è allineata, la stella di Castore ha un'influenza diversa sulle persone:
| Stato     | Effetto |
| --------- | --- |
| Crescente | Cecità, offuscamento della vista, ferite al volto, disgrazie, ferite, imprigionamento. |
| Sole      | Crescita dei problemi occulti, problemi negli affari esteri per i governi, incidenti, sparatorie, naufragi, cecità, ferite al volto, malattie, violenza, stupri, imprigionamento, ostracismo e decapitazione. Nell'antichità si aggiungeva anche la "disposizione maligna", termine riferito all'omosessualità.                                             |
| Luna      | Timidezza, sensibilità agli eventi, insicurezza, problemi occulti e abilità psichiche, cecità, ferite al volto, disgrazie e operazioni mediche, imprigionamento. |
| Mercurio  | Padronanza ed eventuale proficienza nell'uso dei poteri psichici, che comportano critiche e ridicolizzazione. |
| Venere    | Vita strana e peculiare con estrema instabilità tra fortuna e sfortuna, periodo non favorevole per i matrimoni. |
| Marte     | "Disposizione maligna", molti viaggi, nessuno scopo, instabilità tra fortuna e sfortuna. |
| Giove     | Interesse nella filosofia e nell'occulto, perdite nella legge, speculazione o nei viaggi, pericolo di sentenze giuridiche. |
| Saturno   | Timidezza, diffidenza, eccentricità, originalità intellettuale ma difficoltà nell'esprimerla, miglior comunicazione scritta che orale, passione per i dettagli, pregiudizi verso le opinioni popolari, periodo non favorevole per i matrimoni, condizioni domestiche particolari, malattie nei bambini, ricompensa alla fine della vita per il duro lavoro. |
| Urano     | Coscienziosità, sensibilità agli eventi, impressionabilità, grande potenza psichica e critiche pubbliche, desiderio di piacere a tutti, periodo favorevole per i matrimoni e per alcuni bambini, con relazione armoniosa verso i propri figli, perdita del genitore dal sesso opposto alla propria nascita.                                                 |
| Nettuno   | Romanticismo, voglia di piacere e intrattenimento, interesse nell'occulto, partecipazione al teatro e nella recitazione, specialmente in ruoli in cui non è richiesta la parola, molti viaggi, alcune separazioni famigliari e problemi domestici, buoni guadagni ma perdite di amici, problemi con i bambini, morte di cancro.                             |

### Testi generici
- AA.VV, L'Universo - Grande enciclopedia dell'astronomia, Novara, De Agostini, 2002.
- (EN) John Gribbin, Mary Gribbin, Stardust: Supernovae and Life—The Cosmic Connection, Yale University Press, 2001, ISBN 0-300-09097-8.
- J. Gribbin, Enciclopedia di astronomia e cosmologia, Milano, Garzanti, 2005, ISBN 88-11-50517-8.
- (EN) E. O. Kendall, Uranography: Or, A Description of the Heavens; Designed for Academics and Schools; Accompanied by an Atlas of the Heavens, Philadelphia, Oxford University Press, 1845.
- J. Lindstrom, Stelle, galassie e misteri cosmici, Trieste, Editoriale Scienza, 2006, ISBN 88-7307-326-3.
- W. Owen et al., Atlante illustrato dell'Universo, Milano, Il Viaggiatore, 2006, ISBN 88-365-3679-4.

### Sulle stelle
- C. Abbondi, Universo in evoluzione dalla nascita alla morte delle stelle, Sandit, 2007, ISBN 88-89150-32-7.
- (EN) Richard Hinckley Allen, Star-names and Their Meanings, New York, G. E. Stechert, 1899,  p. 485. URL consultato il 13 febbraio 2013.
- A. De Blasi, Le stelle: nascita, evoluzione e morte, Bologna, CLUEB, 2002, ISBN 88-491-1832-5.
- (EN) Martha Evans Martin e Donald Howard Menzel, The Friendly Stars: How to Locate and Identify Them, Dover, Courier Dover Publications, 1964,  p. 147, ISBN 0-486-21099-5.
- (EN) David H. Levy e Janet A. Mattei, Observing Variable Stars, 2ª ed., Cambridge, Cambridge University Press, 1998,  p. 198, ISBN 0-521-62755-9.
- (EN) Cliff Pickover, The Stars of Heaven, Oxford, Oxford University Press, 2001, ISBN 0-19-514874-6.
- (EN) Fred Schaaf, The Brightest Stars: Discovering the Universe through the Sky's Most Brilliant Stars, Hoboken, New Jersey, John Wiley & Sons, Incorporated, 2008,  p. 288, ISBN 978-0-471-70410-2.
- (EN) Martin Schwarzschild, Structure and Evolution of the Stars, Princeton University Press, 1958, ISBN 0-691-08044-5.
- R. J. Tayler, The Stars: Their Structure and Evolution, Cambridge University Press, 1994,  p. 16, ISBN 0-521-45885-4.

### Pubblicazioni scientifiche
- (EN) R. G. Aitken, The Story of Castor, in Astronomical Society of the Pacific Leaflets, vol. 1, n. 49, febbraio 1933,  pp. 199-202, Bibcode:1933ASPL....1..199A.
- (EN) J. P. Anosova e V. V. Orlov, The dynamical evolution of the nearby multiple stellar systems ADS 48, ADS 6175 (Alpha Geminorum = Castor), Alpha Centauri, and ADS 9909 (Xi Scorpii), in Astronomy & Astrophysics, vol. 252, 1991,  pp. 123-126, Bibcode:1991A%26A...252..123A.
- (EN) D. Barrado y Navascues, The Castor moving group. The age of Fomalhaut and Vega, in Astronomy and Astrophysics, vol. 339, 1998,  pp. 831-839, Bibcode:1998A%26A...339..831B.
- (EN) A. Barrett, Johann Bayer and the Relative Magnitudes of α and β Geminorum, in Journal of the Royal Astronomical Society of Canada, vol. 100, n. 4, 2006,  p. 156, Bibcode:2006JRASC.100..156B.
- (EN) C. J. Butler et al., A multiwavelength study of the M dwarf binary YY Geminorum, in Monthly Notices of the Royal Astronomical Society, vol. 446, n. 4, 2015,  pp. 4205-4219, Bibcode:2015MNRAS.446.4205B, DOI:10.1093/mnras/stu2398.
- (EN) G. Cayrel de Strobel et al., A catalogue of Fe/H determinations - 1991 edition, in Astronomy and Astrophysics Supplement Series, vol. 95, n. 2, 1992,  pp. 273-336, Bibcode:1992A%26AS...95..273C.
- (EN) C. Chabrier e I. Baraffe, CM Draconis and YY Geminorum: Agreement Between Theory and Observation, in Astrophysical Journal Letters, vol. 451, 1995,  pp. L29, Bibcode:1995ApJ...451L..29C, DOI:10.1086/309679.
- (EN) H. D. Curtis, The system of Castor, in Astrophysical Journal, vol. 23, 1906,  pp. 351-369, Bibcode:1906ApJ....23..351C, DOI:10.1086/141352.
- (EN) J. G. Doyle et al., A periodicity in the flaring rate on the eclipsing binary YY Geminorum, in Astronomy and Astrophysics, vol. 232, n. 1, 1990,  pp. 83-88, Bibcode:1990A%26A...232...83D.
- (EN) J. D. Doyle e M. Mathioudakis, Flare activity and orbital rotation of YY Geminorum, in Astronomy and Astrophysics, vol. 227, n. 1, 1990,  pp. 130-132, Bibcode:1990A%26A...227..130D.
- (EN) W. H. Elsanhoury, Apex and Kinematical Structure of Castor and Ursa Major Moving Stellar Groups, in Astronomy Reports, vol. 64, n. 3, 2020,  pp. 199-210, Bibcode:2020ARep...64..199E, DOI:10.1134/S1063772920030038.
- (EN) D. S. Evans, The Revision of the General Catalogue of Radial Velocities, in A. H. Batten e J. F. Heard (a cura di), Determination of Radial Velocities and their Applications, Proceedings from IAU Symposium no. 30, tenuto alla University of Toronto il 20-24 giugno 1966, Londra, Academic Press, 1967, Bibcode:1967IAUS...30...57E.
- (EN) E. V. Gotthelf et al., An ASCA observation of the Castor system, in Astrophysical Journal - Letters, vol. 436, n. 1, 1994,  pp. L91-L94, Bibcode:1994ApJ...436L..91G, DOI:10.1086/187640.
- (EN) M. Güdel et al., The XMM-Newton view of stellar coronae: Coronal structure in the Castor X-ray triplet, in Astronomy and Astrophysics, vol. 365, 2001,  pp. L344-L352, Bibcode:2001A%26A...365L.344G, DOI:10.1051/0004-6361:20000040.
- (EN) W. D. Heintz, The Castor system, in Astronomical Society of the Pacific, vol. 100, 1988,  pp. 834-838, Bibcode:1988PASP..100..834H, DOI:10.1086/132244.
- (EN) G. A. Hussain et al., Chandra study of the eclipsing M dwarf binary, YY Gem, in The Authors Monthly Notices of the Royal Astronomical Society, vol. 423, n. 1, 2012,  pp. 493-504, Bibcode:2012MNRAS.423..493H, DOI:10.1111/j.1365-2966.2012.20894.x.
- (EN) A. H. Joy e R. F. Sanford, The dwarf companion to Castor as a spectroscopic binary and eclipsing variable, in The dwarf companion to Castor as a spectroscopic binary and eclipsing variable, vol. 64, 1926,  pp. 250-257, Bibcode:1926ApJ....64..250J, DOI:10.1086/143009.
- (EN) O. Kochukhov e D. Shulyak, Magnetic Field of the Eclipsing M-dwarf Binary YY Gem, in The Astrophysical Journal, vol. 873, n. 1, 2019,  pp. id. 19, Bibcode:2019ApJ...873...69K, DOI:10.3847/1538-4357/ab06c5.
- (EN) G. E. Kron, A Photoelectric Study of the Dwarf M Eclipsing Variable YY Geminorum, in Astrophysical Journal, vol. 115, 1952,  pp. 301-319, Bibcode:1952ApJ...115..301K, DOI:10.1086/145541.
- (EN) K.-C. Leung e D. P. Schneider, YY Geminorum. I - Photometry and absolute dimensions, in Astronomical Journal, vol. 83, 1978,  pp. 618-625, Bibcode:1978AJ.....83..618L, DOI:10.1086/112244.
- (EN) R. Pallavicini et al., Flaring and quiescent X-rays from Castor, in Astronomy and Astrophysics, vol. 227, n. 2, 1990,  pp. 483-489, Bibcode:1990A%26A...227..483P.
- (EN) D. Pourbaix et al., SB9: 9th Catalogue of Spectroscopic Binary Orbits, in Astronomy and Astrophysics, 2004, DOI:10.1051/0004-6361:20041213.
- (EN) S. Quian et al., YY Geminorum: A Very Late Type Close Binary with Possible Magnetic Stellar Wind, in The Astronomical Journal, vol. 124, n. 2, 2002,  pp. 1060-1063, Bibcode:2002AJ....124.1060Q, DOI:10.1086/339832.
- (EN) J. H. Schmitt, M. Guedel e P. Predehl, Spatially resolved X-ray and radio observations of Castor A+B+C, in Astronomy and Astrophysics, vol. 287, 1994,  pp. 843-851, Bibcode:1994A%26A...287..843S.
- (EN) B. Stelzer et al., Simultaneous X-ray spectroscopy of YY Gem with Chandra and XMM-Newton, in Astronomy and Astrophysics, vol. 392, 2002,  pp. 585-598, Bibcode:2002A%26A...392..585S, DOI:10.1051/0004-6361:20021188.
- (EN) B. Stelzer e V. Burwitz, Castor A and Castor B resolved in a simultaneous Chandra and XMM-Newton observation, in Astronomy and Astrophysics, vol. 402, maggio 2003,  pp. 719-728, Bibcode:2003A%26A...402..719S, DOI:10.1051/0004-6361:20030286.
- (EN) G. Torres e I. Ribas, Absolute Dimensions of the M-Type Eclipsing Binary YY Geminorum (Castor C): A Challenge to Evolutionary Models in the Lower Main Sequence, in The Astrophysical Journal, vol. 567, n. 2, 2002,  pp. 1140-1165, Bibcode:2002ApJ...567.1140T, DOI:10.1086/338587.
- (EN) G. Torres et al., The Orbits and Dynamical Masses of the Castor System, in The Astronomical Journal, vol. 941, n. 1, 2022, DOI:10.3847/1538-4357/ac9d8d.
- (EN) V. Tsikoudi e B. J. Kellett, ROSAT All-Sky Survey X-ray and EUV observations of YY Gem and AU Mic, in Monthly Notices of the Royal Astronomical Society, vol. 319, n. 4, 2000,  pp. 1147-1153, Bibcode:2000MNRAS.319.1147T, DOI:10.1046/j.1365-8711.2000.03905.x.
- (EN) F. van Leeuwen, Validation of the new Hipparcos reduction, in Astronomy and Astrophysics, vol. 474, n. 2, 2007,  pp. 653-664, Bibcode:2007A%26A...474..653V, DOI:10.1051/0004-6361:20078357.
- (EN) S. V. Vereshchagin e N. V. Chupina, Details of the spatial structure and kinematics of the Castor and Ursa Major streams, in Baltic Astronomy, vol. 24, 2015,  pp. 421-425, Bibcode:2015BaltA..24..421V, DOI:10.1515/astro-2017-0244.
- (EN) M. Wolf et al., Possible substellar companions in low-mass eclipsing binaries: GU Bootis and YY Geminorum, in Astronomy & Astrophysics, vol. 620, 2018,  pp. A72, Bibcode:2018A%26A...620A..72W, DOI:10.1051/0004-6361/201833708.

### Carte celesti
- Tirion, Rappaport, Lovi, Uranometria 2000.0 — Volume I – The Northern Hemisphere to −6°, Richmond, Virginia, USA, Willmann-Bell, inc., 1987, ISBN 0-943396-14-X.
- Tirion, Sinnott, Sky Atlas 2000.0, 2ª ed., Cambridge, USA, Cambridge University Press, 1998, ISBN 0-933346-90-5.
- Tirion, The Cambridge Star Atlas 2000.0, 3ª ed., Cambridge, USA, Cambridge University Press, 2001, ISBN 0-521-80084-6.